# Minamisatsuma
Minamisatsuma (南さつま市?) è una città giapponese della prefettura di Kagoshima.
Il 7 novembre 2005 la città è stata creata con l'accorpamento dei centri di Bonotsu, Kasasa, Kaseda e Ooura del distretto di Kawanabe e con la città di Kinpo del distretto di Hioki.